# ルーク・スティール
ルーク・デイヴィッド・スティール（Luke David Steele, 1984年9月24日 - ）は、イングランド・ピーターバラ出身の元プロサッカー選手。現役時代のポジションはGK。

## クラブ歴
地元クラブのピーターバラ・ユナイテッドFCでキャリアをスタート。2001年12月、マンチェスター・ユナイテッドFCの一週間トライアルに参加した。その後、ピーターバラに一度戻り、2002年3月にレンタルの形でマンチェスター・ユナイテッドFCに復帰、U17チームとリザーブチームで数試合に出場した。2002年4月にピーターバラに復帰し、同月のレディングFC戦でトップチームデビュー。
2002年5月、マンチェスター・ユナイテッドFCに移籍。移籍金は50万ポンドで、活躍次第で225万ポンドまで値上げされる。しかしプレミアリーグでプレーすることは結局無く、2006年8月にポール・マクシェインと共にトマシュ・クシュチャクのトレード要員としてウェスト・ブロムウィッチ・アルビオンFCに放出された。
2008年5月21日、バーンズリーFCに移籍。
2014年7月17日、バーンズリーのフットボールリーグ1への降格を受け、ギリシャのパナシナイコスFCに移籍。
2017年8月31日、ブリストル・シティFCに延長オプション付きの1年契約で移籍。
2018年8月1日、ノッティンガム・フォレストFCに2年契約で移籍。
2021年4月26日、ナショナルリーグのノッツ・カウンティFCへ加入した。
2021年7月、ディーピング・レンジャーズFCにフォワードとして加入した。

## 代表歴
U-18年代からU-20年代まで、イングランド代表に選出されていた。